# 裴敬憲
裴敬宪（493年—525年），字孝虞，河东郡闻喜县人，南北朝北魏学者、文人，裴宣的次子。
裴敬宪年轻时广泛求学，并教育诸弟。他不贪图名利，郡里想征召他担任功曹，他没有应允；各府衙想征召他时，他也是先让弟弟们出仕做官，其行为受到人们的称赞。他被高阳王元雍推举为秀才，通过射策考试，被任命为太学博士。裴敬宪擅长隶书和草书，通晓音律，还创作五言诗，其才华在当时享有盛名。中山王元熙前往邺城时，当时的贤达们在河梁举行送别会，吟咏离别诗作，其中裴敬宪所作的被评为最优秀。孝昌元年（525年），裴敬宪因病去世，享年三十三岁。乡里的人们惋惜他的人品，孝昌年间陈双炽的叛军四处劫掠时，唯独没有烧毁他的家。永安三年（530年），他被追赠中书侍郎之职，谥号文。